# Varlam Tichonovič Šalamov
Varlam Tichonovič Šalamov – in russo Варлам Тихонович Шаламов? – (Vologda, 18 giugno 1907 – Mosca, 17 gennaio 1982) è stato uno scrittore, poeta e giornalista sovietico.
Prigioniero politico per lunghi anni, sopravvisse all'esperienza del gulag.
(Lettera di Šalamov a Solženicyn)

## Biografia
(V. Šalamov, da Ricordi di Irina P. Sirotinskaja)

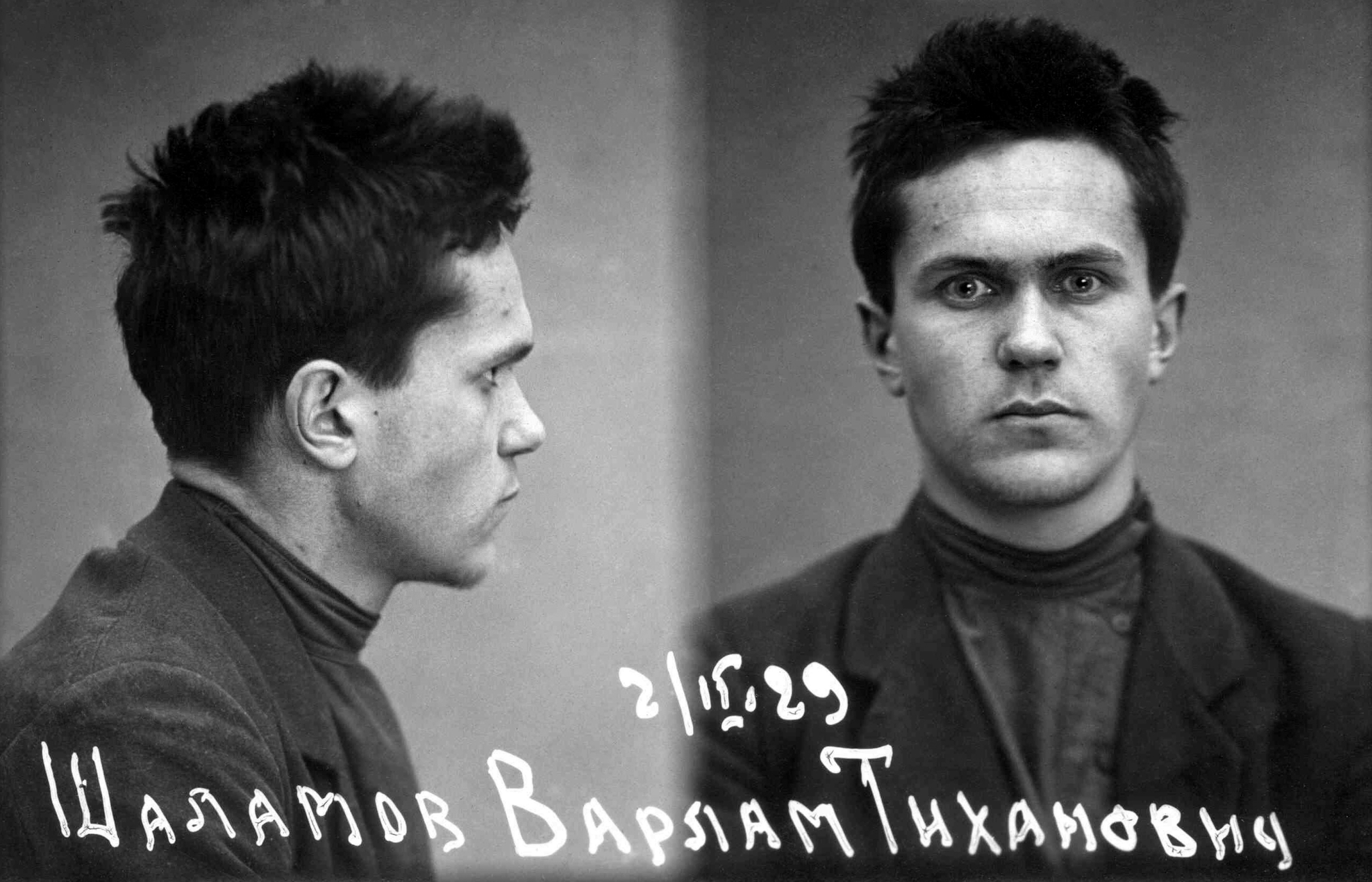
Šalamov fotografato dalla GPU nel primo arresto del 1929

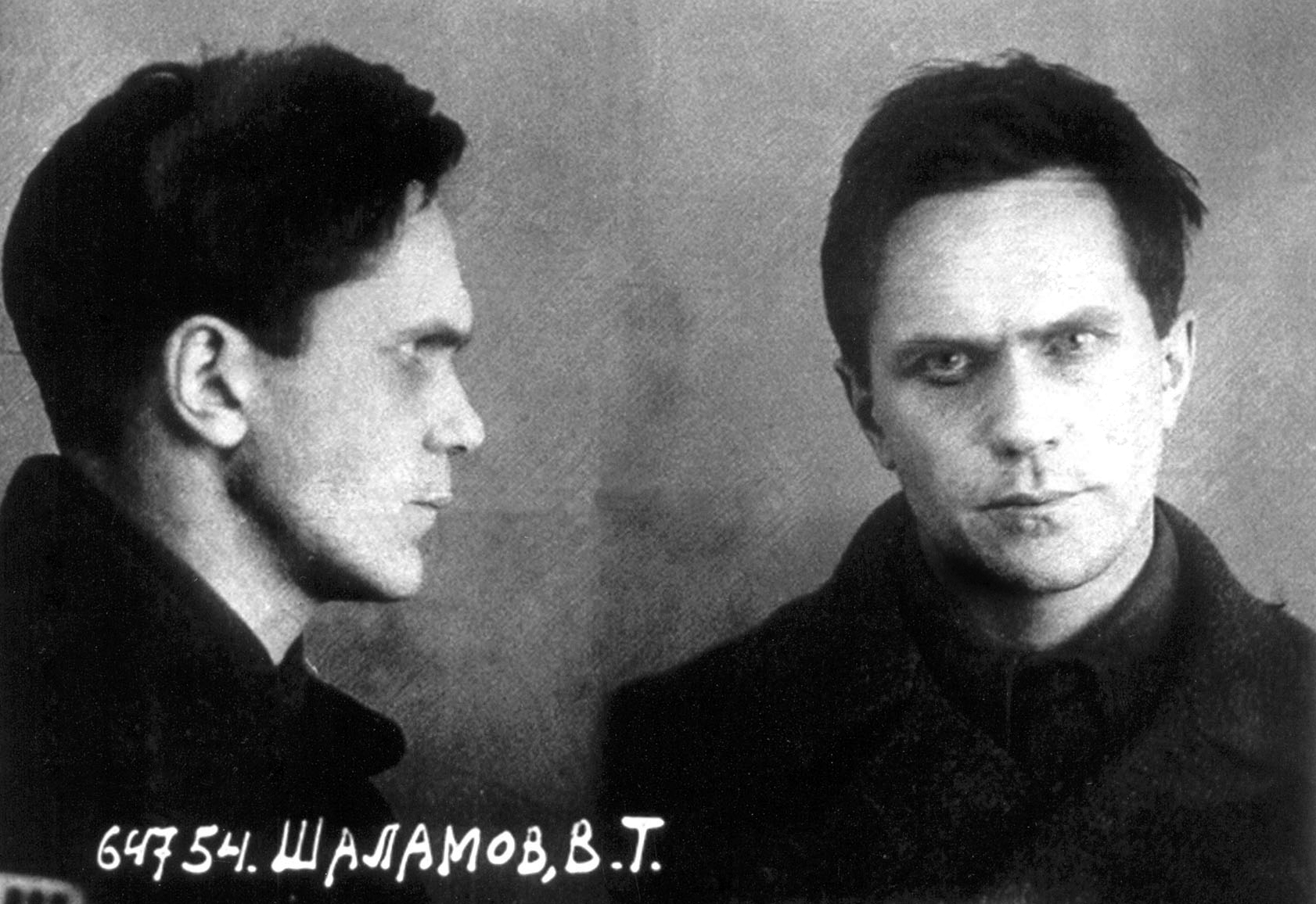
Šalamov fotografato dalla NKVD nell'arresto del 1937

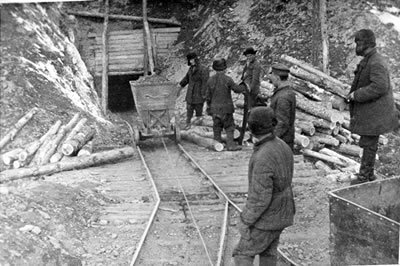
Prigionieri al lavoro nelle miniere d'oro di Kolyma (1934)

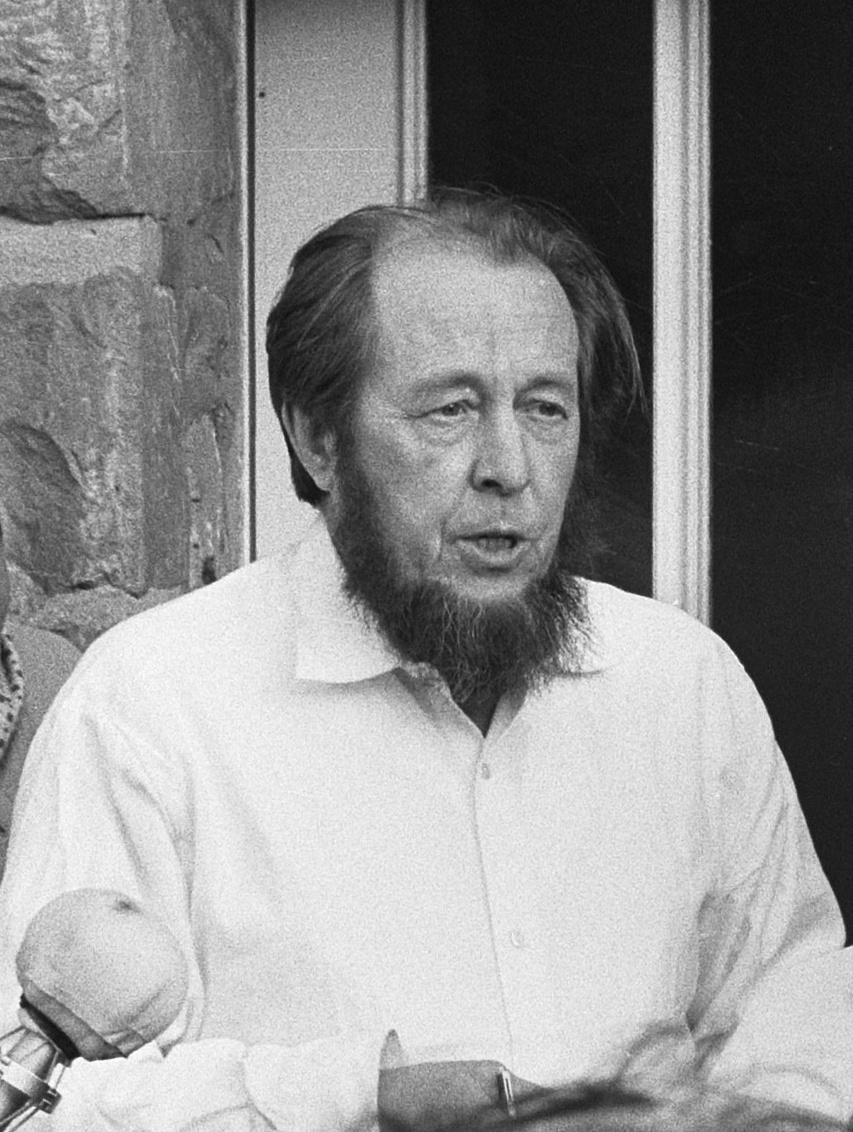
Aleksandr Solženicyn (1974), autore di Arcipelago Gulag

Figlio di un prete ortodosso e di un'insegnante, si diploma al ginnasio nel 1923. Dopo due anni di lavoro, viene ammesso nel 1926 all'Università Statale di Mosca, nel dipartimento di diritto sovietico, dove, durante gli studi, si unisce ad un gruppo trockista. Viene arrestato il 19 febbraio 1929 e condannato a tre anni di lavori forzati nella città di Višera, sugli Urali settentrionali; l'accusa è quella di aver distribuito le Lettere al Congresso del Partito, note anche come Testamento di Lenin, in cui vengono sollevate critiche all'operato di Stalin, nonché di aver partecipato ad un picchetto dimostrativo per il decimo anniversario della Rivoluzione d'ottobre con lo slogan "Abbasso Stalin!".
Rilasciato nel 1931, lavora nella città di Berezniki fino all'anno seguente, quando rientra a Mosca e riprende a dedicarsi alla scrittura. Nel 1936 vede la luce il suo primo racconto Le tre morti del Dottor Austino.
Il 12 gennaio 1937, durante le grandi purghe, è nuovamente arrestato per "attività trockiste contro-rivoluzionarie" e mandato ai lavori forzati per cinque anni nella Kolyma, tristemente nota come "la terra della morte bianca". Nel 1943 gli viene inflitta una seconda pena, stavolta per dieci anni, per "agitazione antisovietica". Tra le accuse, l'aver definito Ivan Bunin "un classico scrittore russo".
Nel lungo periodo di prigionia lavora dapprima nelle miniere d'oro, quindi in quelle di carbone. Le condizioni di vita dei forzati sono rese ancora più penose dal clima della regione; Šalamov si ammala di tifo e più volte è posto in regime punitivo, sia per reati d'opinione sia per tentativi di fuga.
Nel 1946 è ridotto allo stremo. La sua vita viene salvata dal medico-prigioniero Andrej Maksimovič Pantjuchov (1912-1983) che, correndo qualche rischio, riesce a prenderlo come proprio assistente presso l'ospedale del campo. Dopo un corso inizierà a lavorare stabilmente come infermiere negli ospedali e cantieri forestali del Dal'stroj, Direzione centrale dei cantieri dell'Estremo Nord. Questa nuova sistemazione gli consente di sopravvivere e, successivamente, di riprendere a scrivere. Rilasciato nel 1951, continua a lavorare ed a scrivere nello stesso ospedale. Nel 1952 spedisce alcune sue poesie a Boris Pasternak, che le apprezza pubblicamente. Al termine della prigionia la sua famiglia non esiste più: la figlia, ormai adulta, rifiuta di riconoscerlo.
Nel novembre 1953 - otto mesi dopo la morte di Stalin - Šalamov ottiene il permesso di lasciare Magadan e si trasferisce nel villaggio di Turkmen, nell'oblast' di Kalinin (oggi oblast' di Tver), non lontano da Mosca. Inizia a lavorare alla raccolta di racconti ispirati alla vita di forzato, I racconti di Kolyma, che completerà nel 1973.
Dopo la morte di Stalin, numerosi zek vengono rilasciati e riabilitati, altri avranno giustizia solo post mortem. Nel 1956 anche Šalamov consegue la riabilitazione ufficiale e, nel 1957, può tornare nella capitale sovietica, dove trova un impiego come corrispondente della rivista letteraria "Moskva". Le sue condizioni di salute, nel frattempo, dopo la lunga e dura prigionia, sono peggiorate tanto che, ormai invalido, gli viene assegnata una pensione.
In questo periodo conosce importanti scrittori quali Aleksandr Solženicyn, Boris Pasternak e Nadežda Mandel'štam, scrive saggi, poesie e, nello stesso tempo, lavora a quella che sarà la sua opera maggiore I racconti di Kolyma. Numerosi suoi scritti riescono ad espatriare in modo clandestino e si diffondono con il samizdat.
Nel 1978 viene stampata a Londra la prima edizione integrale in russo dei racconti. Nel 1980 riceve il Premio della Libertà della sezione francese del Pen Club. Shalamov morì il 17 gennaio 1982 in un ospedale psichiatrico; in alcuni casi, questa circostanza è stata vista come un ultimo tentativo di screditare Shalamov. Dopo la fine dell'Unione Sovietica, è stato anche riabilitato postumo nel 2000 per quanto riguarda l'accusa del 1929. La sua tomba si trova nel vecchio cimitero di Kuntsevo a Mosca.
Nel 1987, dopo la morte dello scrittore, quando ormai era vicino il crollo dell'Unione Sovietica, l'opera vede la luce anche nella sua patria.
I racconti di Kolyma è considerata una delle più importanti raccolte di racconti della letteratura russa del XX secolo.
In Occidente le novelle di Šalamov sono state pubblicate senza la conoscenza o il consenso dell'autore che mostrò, per questo, particolare risentimento, come si deduce dall'introduzione dell'integrale italiana dell'opera. Per un peggioramento delle condizioni di salute, Šalamov visse gli ultimi tre anni della sua esistenza in una casa di riposo per scrittori anziani e disabili a Tušino in precarie condizioni economiche, dato che dalla pubblicazione estera della sua più importante opera non aveva guadagnato un solo rublo; tornato a Mosca, muore nel 1982 ed è sepolto nel cimitero di Kuncevo.
(V. Šalamov, da Ricordi di Irina P. Sirotinskaja))

## Vita privata
Varlam Shalamov si sposò due volte: la prima volta nel 1934-1956 con Galina Ignatievna Guds (1909-1986), da cui nacque una figlia Elena (sposata con Yanushevskaya, 1935-1990); in seconde nozze (1956-1966) con la scrittrice Olga Sergeyevna Neklyudova (1909-1989). Il figliastro – figlio di Neklyudova da un precedente matrimonio – è il filologo e orientalista Sergei Yuryevich Neklyudov (nato nel 1941). Dopo la morte di Irina Sirotinskaya, i diritti sulle opere di Shalamov sono detenuti da suo figlio, il divulgatore e ricercatore di Shalamov Alexander Leonidovich Rigossik.

## Opere tradotte in italiano
- Kolymskiye rasskazy (Колымские рассказы)
  - Kolyma. Racconti dai lager staliniani, trad. e cura di Piero Sinatti, Collana Il labirinto n. 3, Savelli, Roma, 1976; col titolo Racconti della Kolyma. Storie dai lager staliniani, Collana GTE, Newton Compton, Roma, 2012, ISBN 978-88-541-3603-8. [ed. parziale]
  - Nel lager non ci sono colpevoli. Gli ultimi racconti della Kolyma, trad. di Laura Salmon, Presentazione di Piero Sinatti, Collana Confini n.34, Theoria, Roma, 1992, ISBN 88-241-0291-3.
  - I racconti di Kolyma, Introduzione di Victor Zaslavsky, trad. di Anita Guido, Collana Il castello n. 44, Sellerio, Palermo, 1992, ISBN 978-88-389-0769-2. [ed. parziale]
  - I racconti della Kolyma, trad. di Marco Binni, Collana Biblioteca n. 298, Adelphi, Milano, 1995, ISBN 978-88-45-91113-2; Collana gli Adelphi n.153, Adelphi, 1999, ISBN 978-88-459-1503-1. [ed. parziale]
  - I racconti di Kolyma, ed. integrale a cura di Irina P. Sirotinskaja, traduzione di Sergio Rapetti e Piero Sinatti, Collana I millenni, Torino, Einaudi, 1999, ISBN 88-06-13816-2; Collana ET n.641, Einaudi, 2005, ISBN 978-88-06-17734-8.
  - I racconti di Kolyma, Prefazione di Leonardo Coen, trad. di Leone Metz, Collana ST n.39, Baldini Castoldi Dalai, Milano, 2010, ISBN 978-88-6073-765-6; Collana Tascabili, Baldini & Castoldi, 2013, 978-88-6852-431-9. [ed. parziale]
- Varlam Salamov e Boris Pasternak, Parole salvate dalle fiamme. Ricordi e lettere, a cura di Luciana Montagnani, Collana Lettere, Archinto, Milano, 1993, ISBN 88-7768-091-1.
- I libri della mia vita. Tavola di moltiplicazione per giovani poeti, a cura di Anastasia Pasquinelli, Collana Minimalia, Ibis, Como-Pavia, 1994, ISBN 88-7164-027-6; nuova ed. ampliata, 2012, ISBN 978-88-7164-350-2.
- La quarta Vologda, a cura di Anna Raffetto, Collana Biblioteca n.412, Adelphi, Milano, 2001, ISBN 978-88-45-91622-9.
- Il destino di poeta, testo russo a fronte, a cura di Angela Dioletta Siclari, La casa di Matriona, Milano, 2006, ISBN 88-87240-62-0.
- Alcune mie vite. Documenti segreti e racconti inediti, a cura di Francesco Bigazzi, Sergio Rapetti e Irina Sirotinskaja, Collezione Le Scie, Mondadori, Milano, 2009, ISBN 978-88-04-57426-2.
- Višera. Antiromanzo, trad. di Claudia Zonghetti, Collana Biblioteca n.560, Adelphi, Milano, 2010, ISBN 978-88-45-92491-0.
- Quaderni della Kolyma. Poesie (1937-1956). testo russo a fronte, a cura di Gario Zappi, Macerata, Giacometti & Antonello, 2021, ISBN 978-88-988-2035-1.
- Tra le bestie la più feroce è l’uomo, traduzione di Claudia Zonghetti, a cura di Irina Sirotinskaja, Collana Biblioteca n.769, Milano, Adelphi, 2024, ISBN 978-88-459-3930-3.